# Голуб цяткований
Голуб цяткований (Columba guinea) — вид голубів (Columba), птахів родини голубових (Columbidae). Широкоросповсюджений у Африці на півдні Сахари. 
Пара цього виду будує велике гніздо, самка відкладає 2 яйця.